# Glasgravurraster

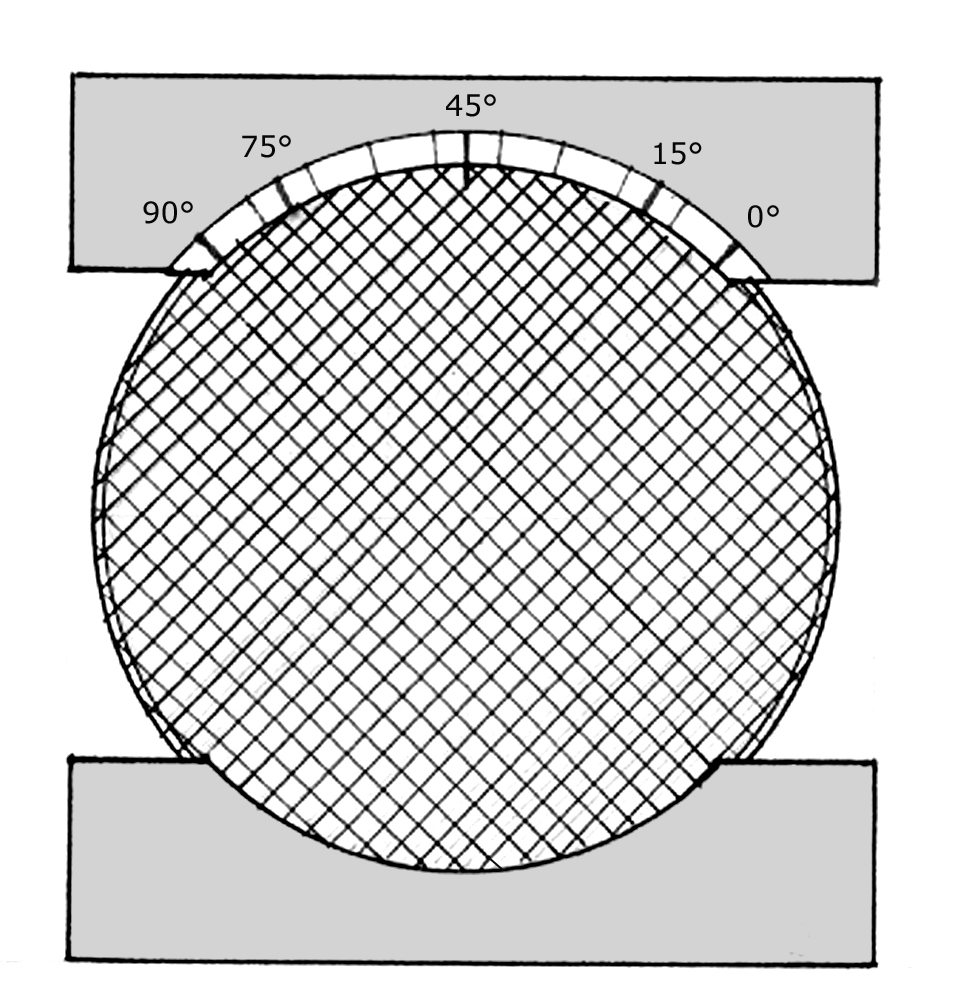
Schema eines Glasgravurrasters

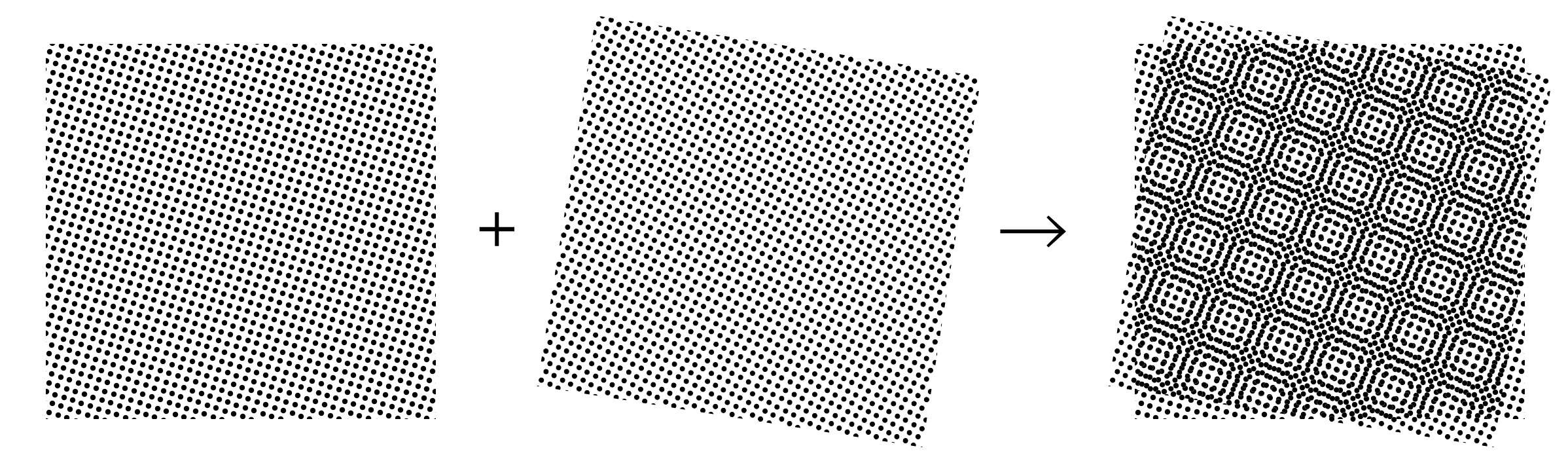
Entstehung des Moiré-Effektes durch die Überlagerung zweier Punktmuster

Ein Glasgravurraster dient zum Zerlegen von Halbtonaufnahmen auf fotografischem Wege in druckbare Rasterpunkte und wurde 1881 von Georg Meisenbach erfunden. In der Drucktechnik ist prinzipiell nur möglich, einen Vollton zu drucken. Bei allen Zwischen- oder sogenannten Halbtönen wird das menschliche Auge getäuscht, indem der Vollton in größere oder kleinere Punkte zerlegt, also aufgerastert wird. Dieser Effekt wird fotografisch durch das Vorschalten eines Glasgravurrasters erzielt.

## Technologie
In zwei runde Glasscheiben werden eng nebeneinander liegende dünne parallele Linien mit einem Diamant eingeritzt und mit Asphalt geschwärzt. Die beiden Glasplatten werden anschließend rechtwinklig zueinander zusammengekittet, so dass winzige quadratische Fenster entstehen. In der Reproduktionskamera befindet sich eine Haltevorrichtung mit einer Gradeinteilung für die verschiedenen Drehungen des Glasgravurrasters, bei einem Vierfarbdruck üblicherweise 0° für Gelb (Y), 15° für Magenta (M), 45° für Schwarz (K) und 75° für Cyan (C). Die Rasterdrehung ist notwendig, damit kein Moiré entsteht. Die Rasterscheibe befindet sich im Strahlengang der Kamera in kurzem Abstand vor dem zu belichtenden Film.
Der Abstand der Linien im Glasgravurraster wird in Linien pro cm (lpcm) gemessen. Man spricht zum Beispiel von einem 60er-Raster, wenn sich 60 Linien auf einem cm befinden. Durch den Rasterabstand zwischen Rasterscheibe und Film wird der einzelne Rasterpunkt kreisförmig von der Mitte her aufgebaut. Er ist also in der Mitte am dunkelsten und wird zum Rand hin immer heller. Das ist notwendig, um die einzelnen Tonwerte anschließend mit Farmerschen Abschwächer bearbeiten zu können. Bis zur Einführung der elektronischen Bildverarbeitung waren die fotografisch erstellten Farbauszüge selten perfekt und mussten manuell nachgebessert werden.